# W. Clement Stone
William Clement Stone (* 4. Mai 1902 in Chicago; † 3. September 2002) war ein US-amerikanischer Unternehmer, Philanthrop und Autor im Bereich der Neugeist-Bewegung. 1968 und 1972 unterstützte er die Wahlkampagnen des US-amerikanischen Präsidenten Richard Nixon mit 2 Millionen $. Dies trug dazu bei, dass der Kongress nach der Watergate-Affäre ein Spendenlimit von 2500 $ festsetzte.

## Leben
Stones Vater starb, als sein Sohn drei Jahre alt war. Er begann seine Karriere im Alter von sechs Jahren, als er durch Austragen von Zeitungen seine Mutter finanziell unterstützte. Im Alter von 16 reiste er nach Detroit, um seiner Mutter bei der Gründung eines Versicherungsunternehmens zu helfen. Stone brachte es durch den Verkauf von Unfallversicherungen zu Ansehen in der Branche. W. C. Stone wurde zum Sinnbild des amerikanischen Traums.
1919 gründete er die Combined Registry Company, aus der später die Combined Insurance Company of America (Vereinigte Versicherungsgesellschaft von Amerika) hervorging. 1930 beschäftigte seine Firma über 1.000 Außendienstmitarbeiter. 1979 hatte seine Versicherungsgesellschaft ein Vermögen von mehr als $ 1 Milliarde in Aktien. Sein Unternehmen fusionierte mit der Patrick Ryan Gruppe, um 1987 die Aon Corporation zu gründen. Die Vereinigte Versicherungsgesellschaft ist eine von Aon’s größten Tochtergesellschaften und firmiert in Deutschland als Vereinigte Versicherungsgesellschaft von Deutschland.

## Buchveröffentlichungen
Darüber hinaus propagierte Stone die Lebens- und Geschäftsart der positiven Geisteshaltung in seinen Büchern. 1960 tat sich W. C. Stone mit Napoleon Hill zusammen, um das Buch „Erfolg durch positives Denken“ zu verfassen. Beide brachten außerdem eine monatliche Zeitschrift mit dem Titel „Erfolg ohne Grenzen“ (Success Unlimited) heraus. Zwei Jahre später schrieb W. C. Stone das Buch „Das Erfolgssystem, das niemals fehlschlägt“, in dem er über die Geheimnisse berichtete, reich zu werden und ein gesundes und erfülltes Leben zu führen. 1964 arbeitete er mit Norma Lee Brown zusammen und schrieb mit ihr das Buch „Die andere Seite des Geistes“.

## Persönliches
Stone bestach durch sein auffallendes Erscheinungsbild: durch seinen Bleistift-dünnen Oberlippenbart, seine Hosenträger, die gepunktete Schleife, Krawatten und Gamaschen, sowie durch sein gemeinnütziges Engagement. Er spendete über 275 Millionen $ an Einrichtungen für psychisch Kranke und christliche Organisationen. W. Clement Stone war außerdem ein begabter Redner. Sein meist zitierter Satz ist: „Alles was ich will, ist die Welt zu verändern.“
Er feierte seinen 100. Geburtstag im Mai 2002 mit einer Spende von 100.000 $ an die Universität von Illinois bei Chicago. 1980 erhielt er eine öffentliche Auszeichnung für seine wohltätige W. Clement and Jessie V. Stone-Stiftung. Er war ebenso der Gründer von „Glaubenserbe von Amerika“ (religious heritage of America), einer gemeinnützigen Organisation, die wesentlich die Redensart „eine Nation unter Gott“ prägte. Er wurde in die „Horatio Alger Gemeinschaft berühmter Amerikaner“ aufgenommen und war Freimaurer im 33. Grad.